# Rhyssonotus jugularis
Rhyssonotus jugularis es una especie de coleóptero de la familia Lucanidae.

## Distribución geográfica
Habita en Victoria (Australia) Nueva Gales del Sur.